# Badas (Badas)
Badas is een bestuurslaag in het regentschap Kediri van de provincie Oost-Java, Indonesië. Badas telt 7398 inwoners (volkstelling 2010).